# Неизвестная (бухта)
Неизвестная — бухта на участке открытого берега залива Петра Великого Японского моря, у юго-западного берега полуострова Трудный. Расположена на территории Находкинского городского округа Приморского края, в окрестностях города Находки.
Вдаётся в берег между мысом Скалистый на северо-западе и мысом Тунгус на юго-востоке. Берега бухты высокие и отвесные. Узкая прибрежная полоса бухты большей частью состоит из скал, местами встречается галька с песком. На берегу бухты находится пляж. Вдоль берегов почти повсюду лежат осыхающие рифы и большое количество осыхающих и подводных скал. Высокий и обрывистый мыс Тунгус окаймлён скалами. На мысу — неприступная скала белого цвета. У мыса Тунгус находятся Чёрные скалы. Между грядами чёрных скал лежит около десяти бухточек.
На морском побережье бухты обнажается людянзинская свита. На восточном берегу бухты в алевролитах найдены остатки аммонитов, отпечатки раковин. На небольшом участком северного и западного побережья бухты Неизвестной распространены раннеюрские отложения — Труднинская толща, сложенная алевролитами, песчаником и конгломератами мощностью до 500 м. В северо-восточном направлении полуострова от вершины бухты Неизвестной до изголовья бухты Находка проходит ось Находкинской сложной синклинали. Юго-восточное крыло синклинали, сложенное пластами верхнепермских известняков и песчаников, обнажено в береговых обрывах.
Бухта относилась к утраченной особо охраняемой природной территории рекреационного назначения «Юго-западное побережье залива Петра Великого» (1998—2008). В 1990-е годы С. В. Прокопенко обнаружил на песках берега бухты краснокнижное растение повой сольданелловый. Во время ревизии в 2012—2014 годах этот вид не был здесь обнаружен. В 2016 году повой был вновь обнаружен на скалах и зарастающих щебнистых осыпях (популяция на песках на берегу бухты утрачена).

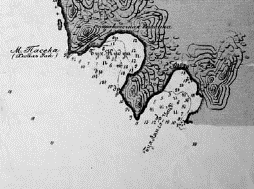
На плане 1861 года, составленном клипером «Гайдамак», бухта отсутствует
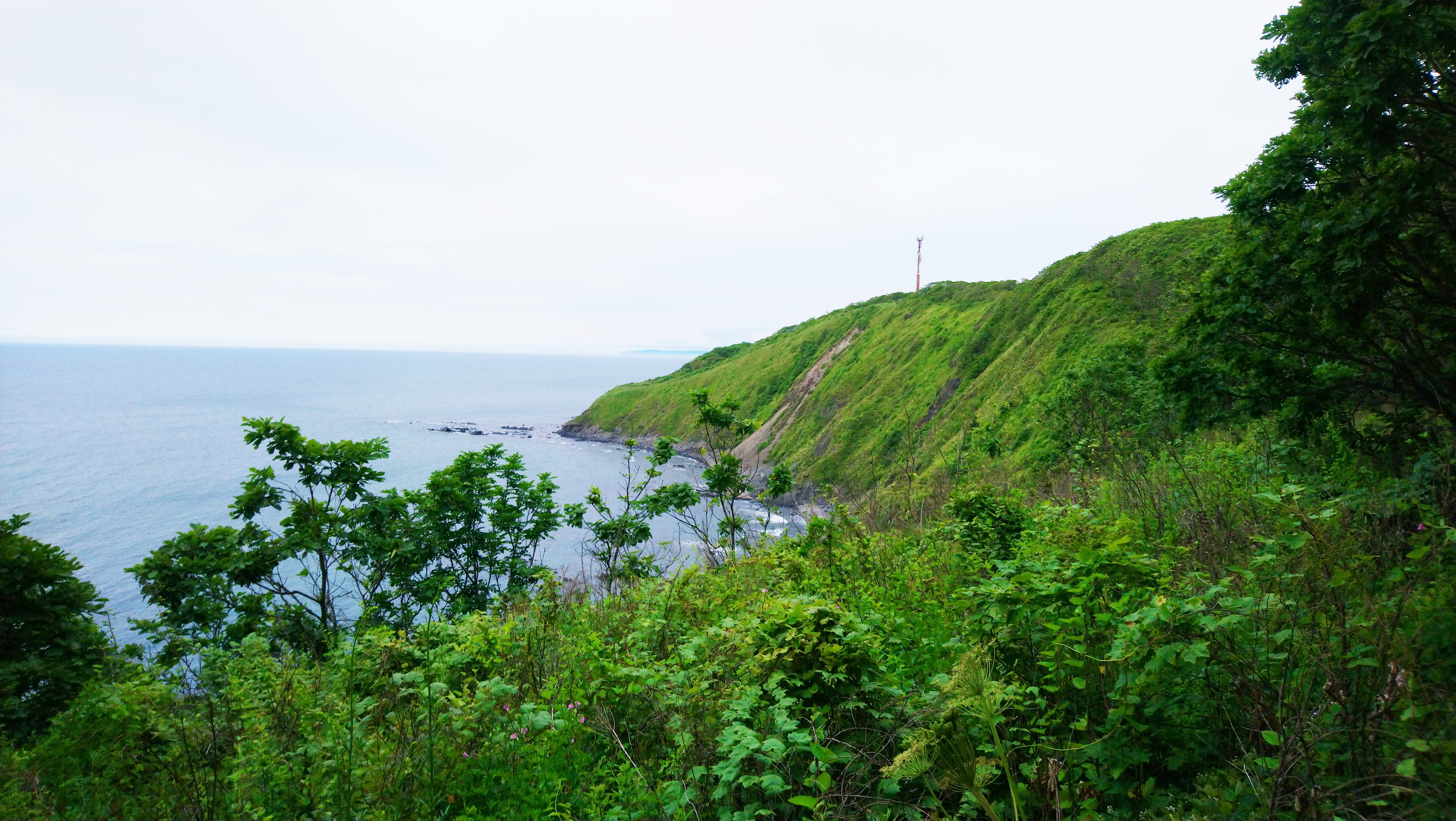
Вид на мыс Скалистый и северо-западный берег бухты